# Euxoa austrina
Euxoa austrina là một loài bướm đêm trong họ Noctuidae.